# Shinji Tatsuta
Shinji Tatsuta (japanisch 龍田 峻次 Tatsuta Shinji; * 23. Dezember 1914 in Otaru; † 1. Januar 1991) war ein japanischer Skispringer.

## Olympische Winterspiele
Er nahm an den Olympischen Winterspielen 1936 in Garmisch-Partenkirchen teil. Bei diesen Olympischen Spielen trat er auf der K-80-Normalschanze an. Er beendete den Wettbewerb auf dem 46. Platz unter 48 Teilnehmern. Der Wettbewerb wurde von den Norwegern dominiert, die drei Plätze unter den ersten fünf des Wettbewerbs belegten.
Nach seiner aktiven Karriere war er Direktor der japanischen Skimannschaft und Sprungtrainer bei den Winterspielen 1960 und 1968. Im Anschluss war er auch als Direktor des japanischen Skiverbandes tätig.